# پالومو
پالومو (به اسپانیایی: Cerro El Palomo) یک کوه در شیلی است که در کاچاپوآل واقع شده‌است. پالومو ۴٬۸۶۰ متر بالاتر از سطح دریا واقع شده‌است.